# 法然上人知多二十五霊場
法然上人知多二十五霊場（ほうねんしょうにんちたにじゅうごれいじょう）は、愛知県の知多半島に広がる、法然が勧めた念仏を称えてめぐる霊場である。
法然上人行状絵図（勅修御伝）第三十七巻には
「法蓮房申さく、古来の先徳、皆その遺跡有り。然るに、今精舎一宇も建立無し。御入滅の後、いずくももてか、御遺跡とすべきやと。
上人答え給はく、後を一廟にしむれば、遺法普ねからず。予が遺跡は、諸州に遍満すべし。故如何となれば、念仏の興業は、愚老一期の勧化成り。されば念仏を修せん所は、貴賤を論ぜず、海人魚人が、とまやまでも、皆これ、予が遺跡なるべしとぞ、応せられける」
とあり、「念仏の声するところ、わが遺跡なり」と示されている。2011年（平成23年）に法然上人八百回忌を縁に開創される。

## 霊場一覧
| No. | 寺院名 | 所在地                             |
| --- | ------ | ---------------------------------- |
| 1   | 常楽寺 | 愛知県半田市東郷町2-41             |
| 2   | 蓮花院 | 愛知県知多郡武豊町ヒジリ田27       |
| 3   | 清應院 | 愛知県知多郡武豊町富貴南側3-1      |
| 4   | 称名寺 | 愛知県知多郡美浜町河和北田面143-1  |
| 5   | 永寿寺 | 愛知県知多郡美浜町豊丘西側35       |
| 6   | 宗眞寺 | 愛知県知多郡南知多町師崎的場38     |
| 7   | 光明寺 | 愛知県知多郡南知多町豊浜鳥居37-2   |
| 8   | 西方寺 | 愛知県知多郡南知多町山海屋敷51-2   |
| 9   | 慈光寺 | 愛知県知多郡南知多町内海南側63     |
| 10  | 寳樹院 | 愛知県知多郡南知多町内海寺後23     |
| 11  | 稱名寺 | 愛知県常滑市西阿野春瀬185          |
| 12  | 洞雲寺 | 愛知県常滑市井戸田町2-37           |
| 13  | 正住院 | 愛知県常滑市保示町1-57             |
| 14  | 宝樹院 | 愛知県常滑市奥条1-52               |
| 15  | 松仙寺 | 愛知県常滑市蒲池町1-92             |
| 16  | 東龍寺 | 愛知県常滑市大野町8-68             |
| 17  | 常蓮寺 | 愛知県東海市大田町畑間175          |
| 18  | 清水寺 | 愛知県東海市荒尾町西川60           |
| 19  | 極楽寺 | 愛知県大府市北崎町城畑112          |
| 20  | 善導寺 | 愛知県知多郡東浦町緒川字屋敷二区38 |
| 21  | 明徳寺 | 愛知県知多郡東浦町石浜下庚申坊70   |
| 22  | 観音寺 | 愛知県知多郡阿久比町矢高三ノ山高15 |
| 23  | 法蔵院 | 愛知県半田市乙川市場町1-67         |
| 24  | 光照院 | 愛知県半田市東本町2-16             |
| 25  | 攝取院 | 愛知県半田市前崎東町44             |